# Тенгули
Тенгули́ (рос. Тенгулы) — село у складі Маріїнського округу Кемеровської області, Росія.

## Населення
Населення — 309 осіб (2010; 351 у 2002).
Національний склад (станом на 2002 рік):
- росіяни — 99 %